# Departamento El Paraíso
El Paraíso ist eines der 18 Departamentos in Honduras in Mittelamerika. Der spanische Name des Departamentos heißt übersetzt „das Paradies“.
Die Hauptstadt des Departamentos ist Yuscarán im Westen von El Paraíso. El Paraíso hat im Süden eine Außengrenze mit Nicaragua.
Entstanden ist das Departamento El Paraíso im Jahr 1878 durch eine Abspaltung vom ehemaligen Departamento Tegucigalpa.

## Municipios
El Paraíso ist verwaltungstechnisch in 19 Municipios unterteilt:
1. Alauca
2. Danlí
3. El Paraíso
4. Guinope
5. Jacaleapa
6. Liure
7. Morocelí
8. Oropolí
9. Potrerillos
10. San Antonio de Flores
11. San Lucas
12. San Matías
13. Soledad
14. Teupasenti
15. Texiguat
16. Trojes
17. Vado Ancho
18. Yauyupe
19. Yuscarán